# Poix-Saint-Hubert
Poix-Saint-Hubert is een gehucht in de Belgische provincie Luxemburg. Het ligt in Hatrival, een deelgemeente van de stad Saint-Hubert, ten westen van de stad.

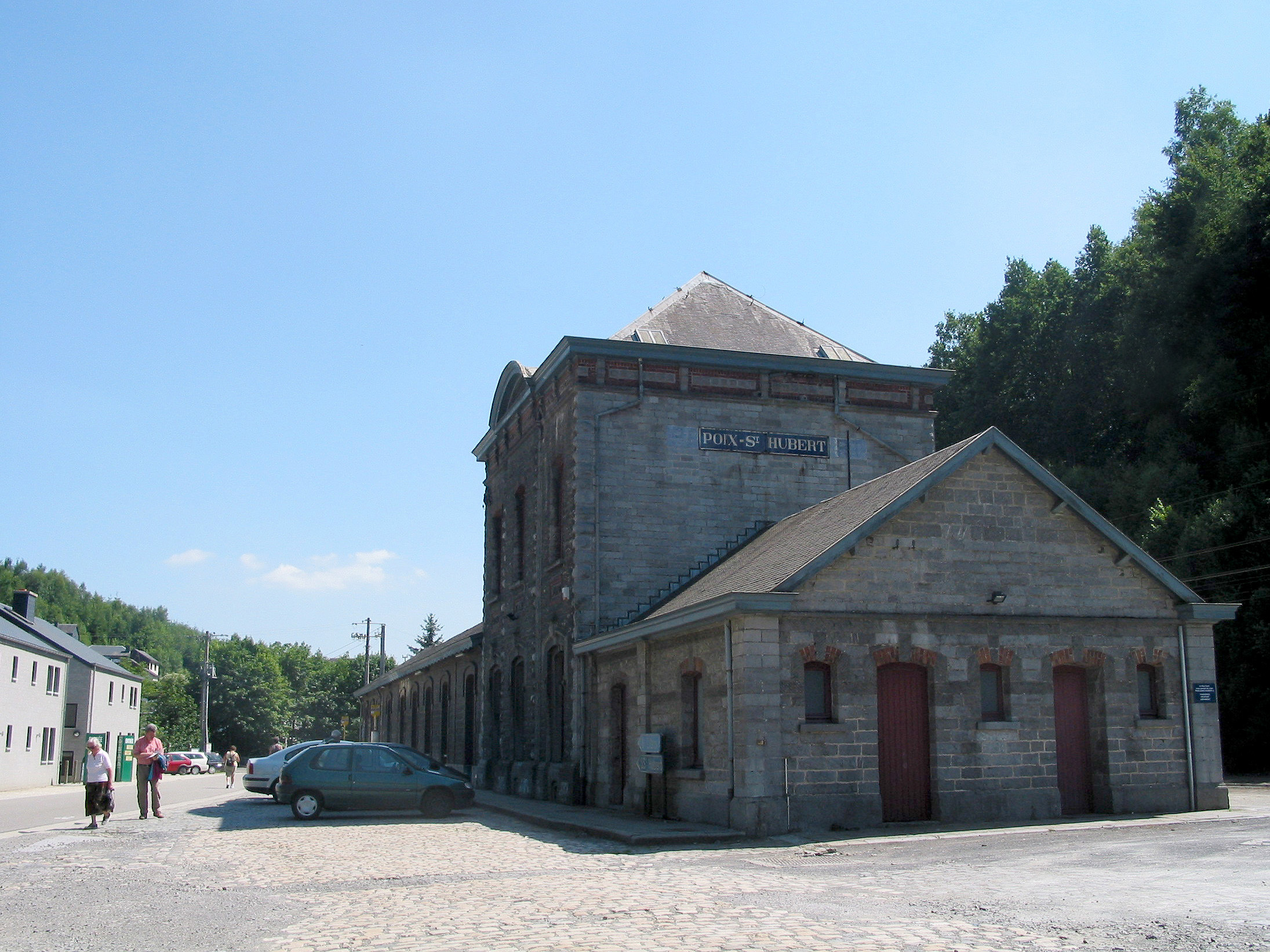
Poix-Saint-Hubert

Deelgemeenten: Arville · Awenne · Hatrival · Mirwart · Saint-Hubert · Vesqueville

Overige plaatsen: Lorcy · Poix-Saint-Hubert

Belgische gemeenten · Arrondissement Neufchâteau · Luxemburg · Wallonië